# Petit-duc malgache
Otus rutilus
Espèce
Synonymes
- Scops rutilus Pucheran, 1849
(protonyme)

Statut de conservation UICN

 LC  : Préoccupation mineure
Statut CITES
Le Petit-duc malgache (Otus rutilus) est une espèce d'oiseaux de la famille des Strigidae.

## Répartition et habitat
Cet oiseau vit dans une grande partie de l'est de Madagascar, mais la limite de sa distribution est incertaine, puisque son aire de répartition chevauche celle du Petit-duc torotoroka (O. madagascariensis), avec lequel il a longtemps été considéré conspécifique.

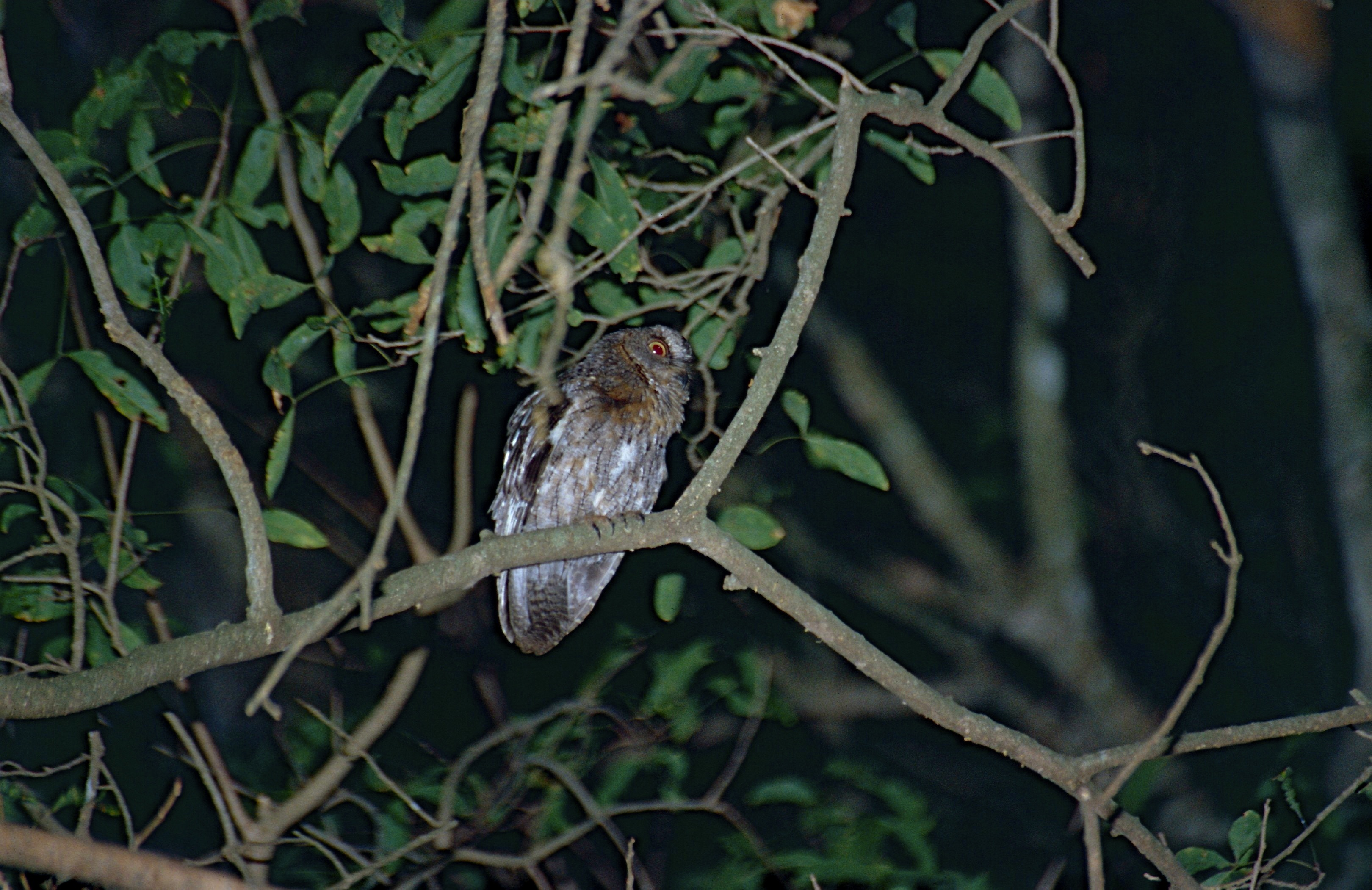
Petit-duc malgache (Réserve de Berenty, Madagascar)